# Michael Bailey Smith
Michael Bailey Smith (Alpena, 2 novembre 1957) è un attore e stuntman statunitense.
È meglio conosciuto per le sue apparizioni nella serie televisiva Streghe, dove ha interpretato Belthazor, Sorgente di tutti i mali, Shax e due Grimlock.

## Biografia
Smith è nato ad Alpena, Michigan, da una famiglia operante nell'Air Force e si è diplomato in una scuola di Teheran, in Iran. Dopo la laurea ha prestato servizio nella 82ª divisione aerotrasportata come paracadutista. Ha frequentato il college alla Eastern Michigan University.
Smith si è dedicato alla recitazione quando ha accompagnato un amico ad un provino per il film Nightmare 5 - Il mito del 1989 diretto da Stephen Hopkins.
Smith ha interpretato Super Freddy. Smith ha anche recitato in Cyborg 3: The Recycler accanto a Malcolm McDowell.
Smith è apparso in molte serie TV, come Diagnosis: Murder, Star Trek: Voyager, e Conan l'avventuriero. Smith è apparso 18 volte nella serie televisiva Streghe, dove ha interpretato Belthazor, The Source, Grimlock e Shax.
Dopo il 2002 è apparso nella serie TV The O.C. e Desperate Housewives.
Nel 2006, Smith ha interpretato Pluto nel remake di Le colline hanno gli occhi. Nel 2007 ha recitato come Papa Hades in Le colline hanno gli occhi 2. Nel 2010 ha preso parte al film horror Chain Letter accanto a Nikki Reed, e Noah Segan, diretto da Deon Taylor.

## Filmografia parziale

### Cinema
- Nightmare 5 - Il mito (A Nightmare on Elm Street 5: The Dream Child), regia di Stephen Hopkins (1989)
- Nome in codice: Alexa (C.I.A. code name: Alexa), regia di Joseph Merhi (1992)
- The Fantastic Four, regia di Oley Sassone (1994)
- Cyborg 3: The Recycler, regia di Michael Schroeder (1994)
- Lotta estrema (Best of the Best 3: No Turning Back), regia di Phillip Rhee (1995)
- Trappola negli abissi (Submerged), regia di Fred Olen Ray (2000)
- Undisputed, regia di Walter Hill (2002)
- Men in Black II, regia di Barry Sonnenfeld (2002)
- Black Mask 2, regia di Tsui Hark (2002)
- Hell - Esplode la furia (In Hell), regia di Ringo Lam (2003)
- Monster Man, regia di Michael Davis (2003)
- The Unknown, regia di Karl Kozak (2005)
- Le colline hanno gli occhi (The Hills Have Eyes), regia di Alexandre Aja (2006)
- Le colline hanno gli occhi 2 (The Hills Have Eyes II), regia di Martin Weisz (2007)
- Chain Letter, regia di Deon Taylor (2010)
- Blood Shot, regia di Dietrich Johnston (2013)
- I Fantastici Quattro - Gli inizi (The Fantastic Four: First Steps), regia di Matt Shakman (2025)

### Televisione
- X-Files (The X-Files) - serie TV (1999)
- Più forte ragazzi (Martial Law) - serie TV (1999)
- Buffy l'ammazzavampiri (Buffy the Vampire Slayer) - serie TV (2000)
- Streghe (Charmed) - serie TV, 14 episodi (2000-2002)
- I Finnerty (Grounded for Life) - serie TV (2002)
- The O.C. - serie TV (2005)
- Desperate Housewives - serie TV (2005)
- My Name Is Earl - serie TV (2006-2007)
- Coppia di re (Pair of Kings) - serie TV (2011)

## Doppiatori italiani
Nelle versioni in italiano delle opere in cui ha recitato, Michael Bailey Smith è stato doppiato da:
- Pierluigi Astore in The O.C., Malcolm in the Middle
- Franco Zucca in Nightmare 5 - Il mito
- Massimo Lodolo in C.I.A. - Nome in codice: Alexa
- Massimiliano Plinio in Hell - Esplode la furia
- Gerolamo Alchieri in X-Files
- Gianluca Machelli in Desperate Housewives
- Roberto Draghetti in My Name Is Earl